# Minipivovar Černý orel
Minipivovar Černý orel je minipivovar s restaurací sídlící v Kroměříži. Nachází se na Velkém náměstí v historickém měšťanském domě U Černého orla, který je od roku 1958 s názvem Wechova lékárna zapsán pod číslem 16429/7-6009 jako kulturní památka. Dům pochází z 15. století a od roku 1734 sloužil jako lékárna. Rekonstrukce proběhla v letech 2008 až 2009 a po jejím dokončení byl otevřen minipivovar. Nejstarší částí objektu jsou sklepní prostory s dochovanou zčásti kamennou valenou klenbou ze 14. století, ve kterých zraje pivo v horizontálních a vertikálních nerezových tancích. Majitelem minipivovaru je Boris Zubík.
Výstav se pohybuje okolo 600 hektolitrů ročně, veškerá produkce se zkonzumuje v pivovarské restauraci. Pivovar se zaměřuje především na světlý jedenáctistupňový ležák, sezónně vaří i speciální piva. 
Černý orel byl uveden mezi turistickými tipy v průvodci vydaném redakcí New York Times. Pivovar získal v roce 2015 Zlatou pivní pečeť za Výroční silný speciál Prometheus 17,5°.